# 小郡第一総合病院
小郡第一総合病院（おごおりだいいちそうごうびょういん）は、山口県山口市に位置する病院。全国厚生農業協同組合連合会加盟の山口県厚生農業協同組合連合会（JA山口厚生連）が運営する。

## 沿革
（出典：）
- 1948年（昭和23年）
  - 6月1日 - 山口県農業会により、現在地に「第一病院」として開設。
  - 8月 - 山口県農業会の解散に伴い、山口県厚生連に移管。
- 1951年（昭和26年）8月 - 公的医療機関の認定を受ける。
- 1980年（昭和55年）8月 - 全面改築工事が竣工し、「小郡第一病院」と改称。
- 1984年（昭和59年）7月 - 総合病院として認可され、「小郡第一総合病院」と改称。
- 1990年（平成2年）- 増改築工事竣工。
  - 4月 - 救急病床増床、老人保健施設「みのり苑」開設。
  - 6月 - 人工透析センター開設。
- 2000年（平成12年）7月 - 総合リハビリテーション施設として認可。
- 2006年（平成18年）4月 - 訪問看護ステーション開設。
- 2021年（令和3年）4月 - 新山口駅前に「小郡第一整形駅前クリニック」開設。

## 診療科
- 消化器内科
- 循環器内科
- 糖尿病・血液内科
- 神経内科、小児科
- 外科
- 整形外科
- 脳神経外科
- 泌尿器科
- 産婦人科
- 眼科
- 耳鼻咽喉科
- 麻酔科
- リハビリテーション科
- 放射線科

## 交通アクセス
- JR西日本周防下郷駅より徒歩10分、新山口駅より徒歩15分[2]
- 新山口駅北口より防長交通バス「山口」行で「小郡第一病院前」停留所下車[2]